# تاكاهيسا كيتاهارا
تاكاهيسا كيتاهارا (باليابانية: 北原 毅之) (18 أكتوبر 1990 في كاواغويه في اليابان – )؛ هو لاعب كرة قدم ياباني سابق كان يلعب كلاعب وسط.

## وصلات خارجية
- تاكاهيسا كيتاهارا على موقع رابطة كرة القدم اليابانية للمحترفين (اليابانية)